# 白教堂站
白教堂站（英語：Whitechapel station）是倫敦地鐵、倫敦地上鐵和伊利沙伯線的鐵路轉乘站，位於東倫敦白教堂路市集旁、皇家倫敦醫院對面。本站位於倫敦第2收費區。倫敦地鐵漢默史密斯及城市線、區域線均途經本站。在東倫敦線隸屬倫敦地鐵時期（1933-2007年），本站亦是東倫敦線的北面主要總站。

## 歷史
在1876年開幕的白教堂站原本是東倫敦鐵路（ELR，東倫敦線的前身）北延伸段 （利物浦街至沃平站）的中途站。東倫敦鐵路公司擁有本站的路軌和車站，但沒有在此運行過列車。至開幕日起，就有很多不同的鐵路公司提供途經白教堂站的列車服務，包括布萊頓與南海岸鐵路公司(LB&SCR)，倫敦、查塔姆與多佛鐵路公司(LC&DR)和東南鐵路公司（SER）。其後大東部鐵路公司的列車亦開始服務白教堂站。

### 區域鐵路
1884年10月6日大都會區域鐵路公司（MDR）開通自市長官邸站延伸至白教堂（此段延線部分亦成為環線最後開通的一部份）的一段區域鐵路（現區域線前身），並在原東倫敦鐵路站上方設立了一個新的終點站。當時該站稱為白教堂(哩尾)（Whitechapel (Mile End)）。1885年，駛經東倫敦鐵路線的列車取消來往白教堂至利物浦街的服務。1901年11月3日車站更名為白教堂站。
1902年2月1日，白教堂站區域鐵路線月台因重建工程而暫時關閉。1902年6月2日，MDR與倫敦、提伯利與紹森德鐵路公司(LT&SR)共同注資興建的白教堂與堡鐵路落成通車，白教堂站區域鐵路線月台亦隨之重開。此段鐵路東端位於堡貝門利（Bromley-by-Bow），並連接LT&SR的路軌。此後區域鐵路的列車服務伸延至上敏斯特站，夏天時更遠至濱海紹森德。
1905年，區域鐵路的路軌電氣化，電力機車取代蒸汽機車。由於電氣化路段當時止於東漢姆站，區域鐵路列車服務亦需縮短至該站。隨著區域鐵路電氣化路段於1908年東延至巴金站、1932年至上敏斯特站，區域鐵路列車服務亦於1932年重新延伸至上敏斯特站。

### 都會鐵路
1906年12月3日，大都會鐵路公司（MR）開通大都會鐵路（於1933年成為大都會線）東延段，大都會鐵路列車開始直通運行至區域鐵路，並以白教堂為東端總點。與此同時，MR取消了大都會鐵路直通至東倫敦鐵路的列車服務（其中列車會於白教堂站以西駛入聖瑪麗曲線，並於沙德韋爾站以北進入東倫敦鐵路。）
隨著東倫敦鐵路於1913年電氣化，MR於1913年3月31日重新開設大都會鐵路直通運行至東倫敦鐵路的列車服務，每半小時一班列車由南肯辛頓站運行至新十字站及新十字門站（時稱亦是新十字站），並另加開每小時8班東倫敦鐵路列車來往肖迪奇站至新十字站/新十字門站。大都會鐵路列車因此不再直通運行至區域鐵路，亦即不再以白教堂站為終點站。（現時已不再是該線的終點站。）
1936年3月30日，大都會線再次直通運行至區域線，當中服務遠至巴金站（現為漢默史密斯及城市線東面總站）。
在1995年3月25日，東倫敦線因修復泰晤士河隧道（Thames Tunnel）而關閉，其中亦包括一般的修理和訊號工程。白教堂站以南的東倫敦線於1998年3月25日重開，以北的一段於同年9月27日重開。
1998年，大都會線由漢默史密斯站至巴金站的列車服務被升格為一條獨立的路線，並標示為漢默史密斯及城市線。因此白教堂站不再被標示為大都會線的車站。
為準備東倫敦線未來的伸延工程（延長至達爾斯頓交匯站和高貝里及伊斯靈頓站），白教堂至肖迪奇站的一段於2006年6月9日關閉，兩站原有只於繁忙時間及星期日早上提供的列車班次則由巴士服務取代。
2007年12月22日，東倫敦線全線因延伸工程關閉。2010年4月27日，東倫敦線延伸工程完成，並改為隸屬倫敦地上鐵，標誌著白教堂站成為地上鐵網絡的一部分。
2017年12月15日，倫敦地上鐵為東倫敦線增設通宵服務。然而由於橫貫鐵路工程，所有通宵列車均不停白教堂站。隨著工程臨近完成，東倫敦線通宵列車於2019年12月起增停白教堂站。

### 橫貫鐵路
於2010至2020年代，白教堂站因橫貫鐵路工程而全面重建，其中保富集團亦有參與重建工程。重建工程包括修復車站入口的古典建築、興建新大堂和票務處、擴闊地鐵月台、於地上鐵月台上方增設轉車大堂、以及興建伊利沙伯線月台與相關設施。工程完成後，車站大堂有10部電梯提供無障礙通道至月台層，其中3部提供無障礙通道至伊利沙伯線月台。於2010年代，整項白教堂站重建工程估算造價為110萬英鎊，但2018年上升至830萬英鎊。
由於白教堂是英國孟加拉社區的一個重要聚居地，白教堂站於2022年3月增設孟加拉－阿薩姆文標示。
2022年5月24日，伊利沙伯線帕丁頓至修道院森林段完工通車，本站的伊利沙伯線月台亦隨之啟用。

## 車站設計
白教堂站曾於白教堂路以北設有6個月台，其中倫敦地鐵（漢默史密斯及城市線和區域線）有2個東行月台、2個西行月台，剩餘2個就是東倫敦線的南北向側式月台。於2011年12月，屬於倫敦地鐵的2、3、4號月台的路軌被永久移除，4號月台則擴闊成新的2號月台。因此原有的兩座島式月台合併為1個寬闊的島式月台。由於月台擴闊工程，漢默史密斯及城市線列車無法於白教堂站折返，現時非繁忙時段漢默史密斯及城市線列車改為交替於普拉斯托站或巴金站折返。
值得一提的是，此站的倫敦地上鐵月台是位於倫敦地下鐵之下。東倫敦線的路軌是位於車站的最東面，於倫敦地下鐵月台之下。
伊利沙伯線月台則位於車站最下層。

## 附近主要建築
車站附近主要建築包括皇家倫敦醫院、東倫敦清真寺、Blind Beggar 酒吧和前Wickham's百貨公司。

## 列車服務
非繁忙時間各線每小時服務本站的列車班次如下:
| 鐵路線                     | 班次及終點 |
| -------------------------- | --- |
| 倫敦地鐵區域線             | 12班 東行 往上敏斯特（星期日列車交替以上敏斯特、巴金作總站） 3班 東行 往巴金 6班 西行 往伊靈大道 6班 西行 往里奇蒙 3班 西行 往溫布頓                          |
| 倫敦地鐵漢默史密斯及城市線 | 6班 東行 往巴金 6班 西行 往漢默史密斯 |
| 倫敦地上鐵東倫敦線         | 8班 北行 往高貝里及伊斯靈頓 8班 北行 往達爾斯頓交匯 4班 南行 往西克羅伊登 4班 南行 往水晶宮 4班 南行 往新十字 4班 南行 往克拉珀姆交匯                         |
| 伊利沙伯線                 | 8班 東行 往修道院森林 8班 東行 往仙菲爾德 2班 西行 往希斯羅機場4號航站樓 2班 西行 往希斯羅機場5號航站樓 2班 西行 往梅登黑德 2班 西行 往雷丁 8班 西行 往帕丁頓 |

## 外部連結
- 倫敦交通局的相片集
  - 1937年白教堂站的售票大堂[永久]
  - 1955年的東倫敦線月台[永久]
  - 1955年的區域線月台
- Tube Professionals' Rumour Network - Track Diagram showing layout of station and St. Mary's curve （页面存档备份，存于）
- Google Maps - Whitechapel station satellite view （页面存档备份，存于）